# ウラジオストク トロリーバス
ウラジオストクトロリーバス（ロシア語: Владивостокский троллейбус）は、ロシア沿海地方ウラジオストクで運行しているトロリーバスである。現在は4、5、11系統の3路線を運行している。

## 運行区間
4系統　Адмирала Смирнова — Фуникулёр
5系統　Автовокзал — Завод «Варяг»
11系統　Автовокзал — Клиническая больница
4系統のФуникулёр»はケーブルカー駅のすぐそば。
5、11系統のАвтовокзалはフタラヤ・レーチカ駅のすぐそば。
4系統は2025年5月30日に開業した。